# Convento di Santa Maria della Ripa
Il convento di Santa Maria della Ripa con le annesse due chiese: chiesa della Natività e chiesa dell'Annunciazione si trovava a Desenzano al Serio, frazione del comune di Albino. La costruzione risale al XV secolo. Numerosi sono gli usi della struttura che si sono susseguiti nel tempo: essa infatti nacque come luogo monastico e di culto, fu successivamente trasformato in una filanda, ma cadde poi per lungo tempo in stato d'abbandono fino a quando una parte venne recuperata convertendola in ostello.

## Storia
La chiesa superiore intitolata alla Natività, è stata la prima parte costruita del grande complesso, la sua storia si collega alla devozione del Santuario della Beata Vergine del Miracolo, costruito tre secoli successivi, che si trova sempre nella frazione di Desenzano al Serio dedicata alla Madonna della Gamba, quando il 9 ottobre 1440 l'undicenne Venturina figlia di Andreolo de' Bonelli, venne guarita da una gangrena degli arti inferiori. Le fasce che l'avevano bendata durante la malattia, erano deposte come reliquie in una piccola edicola. Intorno a questa Concino (o Conzino) dei Signori di Comenduno, nel 1463, per ringraziare la Madonna della guarigione delle sue figlie da altri mali, fece costruire la chiesa dedicata alla Vergine della Natività, documentata della lunghezza 57 piedi (m. 19,838) e di larghezza 19 piedi (m. 6,612).
Nel 1466 iniziò la costruzione del convento con l'insediamento dei frati Carmelitani della Congregazione mantovana, che dovevano dare assistenza ai numerosi pellegrini. Il convento venne affidato ai frati il 6 marzo 1466, dal vescovo Lodovico Donà, e nominano primo superiore Padre Baldino di Francia, questo indica che viene erroneamente chiamato monastero che avrebbe dovuto avere l'abate e i monaci. 
Il convento venne terminato nel 1470, ma l'afflusso dei pellegrini era sempre maggiore. Si deve considerare che le infezioni e il tetano, conseguenti a ferite erano molto diffusi e non essendoci medicinali se non pochi medicamenti era abbastanza normale affidare ogni speranza ai miracoli, per questo si costruì un'ulteriore chiesa, più grande nella parte a sud della precedente con il monumento funebre di Carlo Comenduno, dedicata all'Annunciazione.

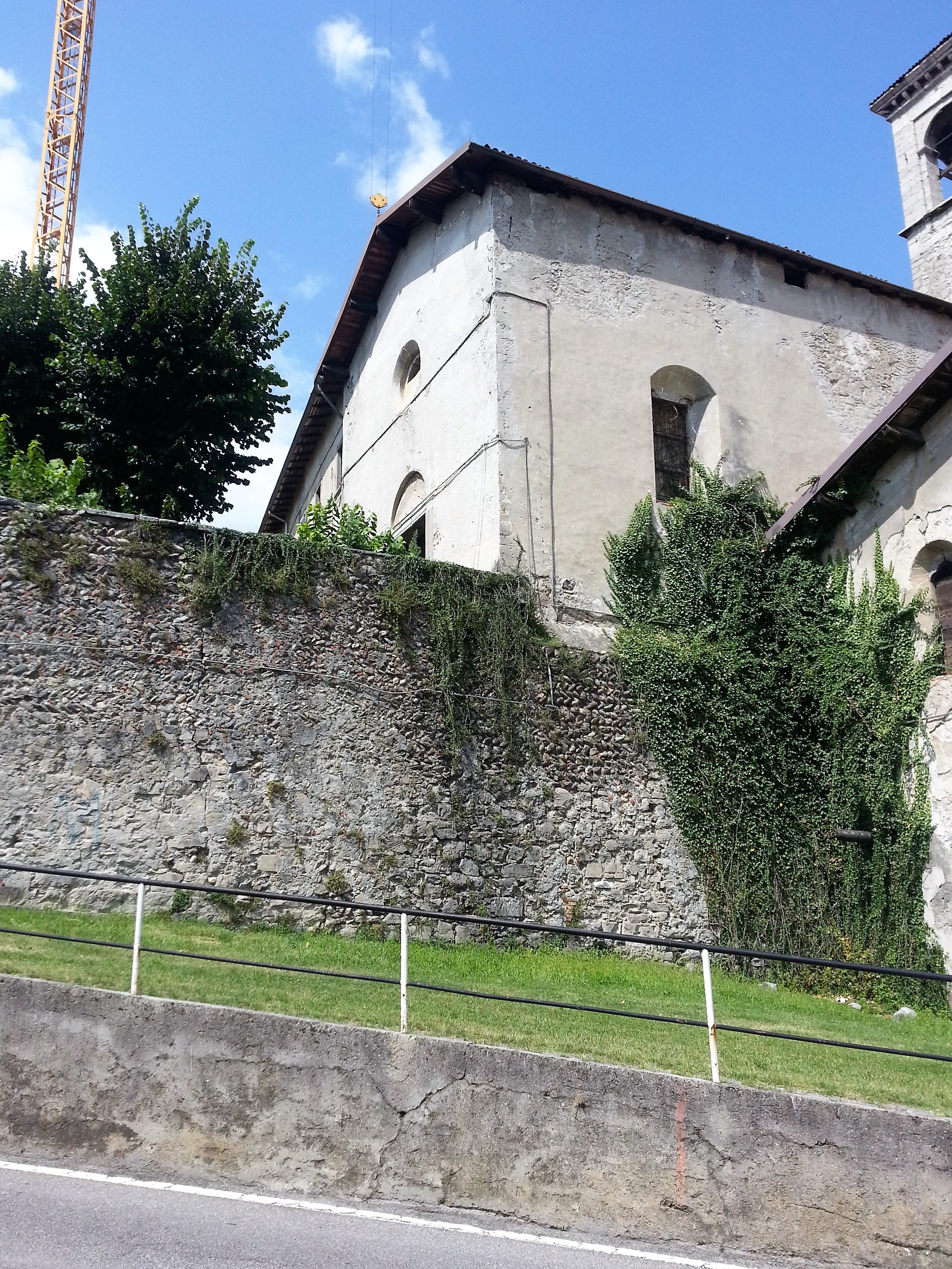
Chiesa superiore della Natività

Al complesso venne aggiunto un ulteriore chiostro con una grande fontana cinquecentesca che raccoglieva l'acqua proveniente da Comenduno, aveva colonne in marmo bianco che sorreggevano arcate e il tetto, tutto intorno il dormitorio e il refetorio.
Nel 1740 venne costruito un nuovo santuario e questo spostò i fedeli portando il monastero ad un lento decadimento, fino al 1767 quando i veneziani decisero di eliminare i monasteri minori. I frati vennero spostati a Bergamo e nel 1788 il monastero risulta soppresso con i fabbricati posti all'asta.

Il complesso venne acquistato dai Briolini di Gazzaniga che coltivavano il baco da seta con la coltivazione del gelso, e trasformarono i locali in filanda dove venivano a lavorare le ragazze della valle Seriana. Nel 1890 ampliarono i locali, venne sostituito il refettorio con un capannone, di cui è ancora visibile l'architettura tipica industriale del XIX secolo, venne posta la vasca per il filatoe fu sconsacrata la chiesa inferiore perché divenisse magazzino con decreto del 5 marzo 1817. Il sarcofago di Carlo Comenduno venne salvato dalla vendita. Nel 1938 crollò il grande arco del presbiterio e la volta a crociera, nonostante Sandro Angelini avesse segnalato il degrado in atto alla Sovraintendenza delle belle arti. Ciò obbligò a chiudere la chiesa per motivi di sicurezza. Nel 2007 il grande complesso venne acquistato dalla Cooperativa Sociale La Fenice, e, nonostante si trovi ancora parzialmente in fase di ristrutturazione
, il convento è divenuto un ostello.

## Architettura

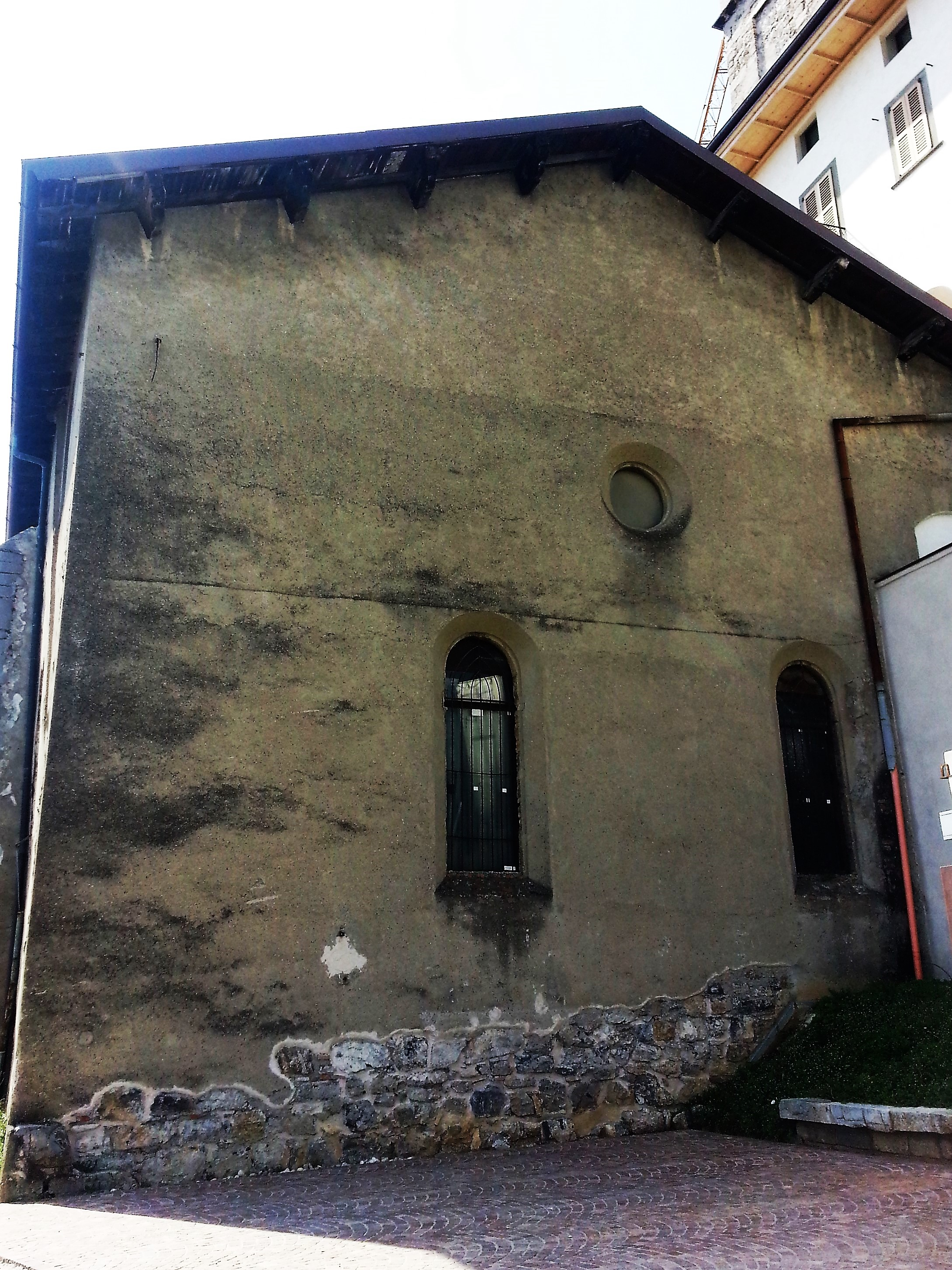
Santa Maria della Ripa - chiesa inferiore

La chiesa superiore dedicata alla Natività si presenta ad un'unica navata, venne chiamata superiore perché non era ancora ultimata che già era iniziata la costruzione di quella inferiore dedicata all'Annunziazione. Le due chiese erano collegate tra di loro da una scala. Gli affreschi, di cui è possibile vederne ancora una parte, sono opera di Antonio e Bernardino Marinoni, il cui pagamento è documentato nel 1502. Essi raffigurano i santi Giovanni Battista, Pietro, Alberto Carmelitano, Bernardo e Alessandro, mentre sono successivi gli affreschi raffiguranti la Madonna con Bambino e santi. L'altare detto del miracolo, perché conteneva la reliquia delle bende, è opera sempre dei Marinoni della metà del '500. Nel 1549 venne realizzata una nuova cappella e nel 1567 il Moroni dipingerà la pala raffigurante sant'Anna, di proprietà della famiglia Briolini.
Per via della Controriforma e delle conseguenti nuove indicazioni artistiche, fu commissionata nel 1596 la nuova pala dell'altare maggiore a Enea Salmeggia, raffigurante la Vergine con i santi Pietro, Alessandro Arnaldo da Comenduno, Alberto, tela che riporta la sua firma. Il quadro, sottoposto a restauro, è conservato in un luogo protetto in attesa che la chiesa venga restaurata, mentre le due opere che il Salmeggia aveva realizzato per la chiesa inferiore, hanno avuto altra collocazione: quella dell'Annunciazione è conservata nella chiesa parrocchiale di Albino, e Il compianto di Cristo morto è collocato nel nuovo santuario.
Il chiostro posto a ridosso della chiesa superiore si presenta in forme tipiche rinascimentali, posto su due livelli: al piano superiore erano presenti le celle dei frati, poi riadattate, mentre il piano terra è composto da un locale a due navate divise da quattro colonne dove sono presenti affreschi quattrocenteschi, ed era probabilmente adibito a refettorio. Il chiostro maggiore porta evidenti i segni della sua trasformazione in filanda e laboratorio artigianale.

### Affreschi della bottega dei Marinoni
Il convento di Santa Maria della Ripa, ebbe un ruolo importante per la famiglia Marinoni, pittori di Desenzano. Due figli di Giovanni capostipite della famiglia, Focoto e Simone entrarono a far parte dei frati carmelitani nel convento prendendo i nomi di Giuliano e Patrizio, nonché il figlio di Ambrogio divenne fra' Placido. Giovanni fece anche desiderio di sepoltura, per sé e i suoi famigliari.
L'archivio degli annali del convento conservano manoscritti del XVI secolo scritti da fra Giovanni Battista Guardante da Soncino, dove è testimoniata una commissione del 1510 a Bernardino e Antonio Marinoni figli di Giovanni che parrebbe essere riconducibile agli affreschi presenti nella chiesa superiore che, malgrado i diversi passaggi di proprietà e di destinazione d'uso, mantiene ancora nei cinque spicchi della volta a ombrello corrispondenti all'ingresso, e nelle lunette tra le vele, nonché le tre pareti della controfacciata, medaglioni con affreschi raffiguranti santi. La visita pastorale di Adriano Bernareggi del 1930, descrive medaglioni quattrocenteschi raffiguranti santi. La loro datazione li porrebbe contemporanei del Polittico della Trinità di Casnigo.  Fra questi particolarmente assonanti sono: san Giovanni Battista molto simili nelle due raffigurazioni, medesima situazione per sant'Alberto che ha similitudini con san Pietro martire della Trinità. Così come l'immagine di san Pietro è assonante con san Marco del Polittico di San Pietro, mentre sant'Alessandro è facilmente confrontabile con il volto di una monaca dell'affresco della chiesa della Madonna delle Grazie di Gandino. Da questo si deduce una datazione delle opere del secondo decennio del XVI secolo.

Il dipinto raffigurante Dio eterno con una schiera di angioletti, posto sulla nicchia d'altare dove è collocata la pala del Salmeggia del 1596 Madonna in gloria tra i santi Pietro, Alessandro, Alberto Carmelitano e santo vescovo,  presenta una pittura sicura, come l'affresco Madonna col Bambino e santi molto danneggiato ma di sicura esecuzione di uno dei rappresentanti, tra i migliori della bottega che potrebbe essere indicato in Antonio Marinoni.